# Vladimir Volkov
Vladimir Volkov, cyr. Bлaдимиp Boлкoв (ur. 6 czerwca 1986 w Niszu) – czarnogórski piłkarz serbskiego pochodzenia występujący na pozycji obrońcy w reprezentacji Czarnogóry. Były reprezentant Serbii.

## Kariera klubowa
Jest wychowankiem Grafičara Belgrad. W 2005 roku został piłkarzem Železničara Belgrad. W rundzie wiosennej sezonu 2005/2006 przebywał na wypożyczeniu w Borčy Belgrad. Po jego zakończeniu został wykupiony przez ten klub. W styczniu 2008 roku został wypożyczony na pół roku do portugalskiego Portimonense SC. W sierpniu 2008 roku został piłkarzem OFK Beograd. W styczniu 2009 roku został kupiony za 150 000 euro przez ówczesnego mistrza Mołdawii, Sheriffa Tyraspol. W lipcu 2011 roku odszedł do Partizana Belgrad, gdzie zdobył dwa Mistrzostwa Serbii (2011/12 oraz 2014/15). W 2015 roku został zawodnikiem belgijskiego KV Mechelen. W styczniu 2016 roku został wypożyczony na pół roku do ówczesnego Mistrza Polski, Lecha Poznań. W 2016 wrócił do Serbii i grał tam w klubach Radnički Nisz i FK Rad. W 2018 przeszedł do cypryjskiego Ermisu Aradipu.

## Kariera reprezentacyjna
Vladimir Volkov jest obecnie reprezentantem Czarnogóry, choć w przegranym 2:0 meczu z Hondurasem zaliczył też debiut w reprezentacji Serbii. W kadrze Czarnogóry, zadebiutował 25 maja 2012 w zremisowanym 2:2, towarzyskim spotkaniu z Belgią.

## Sukcesy

### Sheriff Tyraspol
- Mistrzostwo Mołdawii: 2008/09, 2009/10
- Puchar Mołdawii: 2008/09, 2009/10

### Partizan
- Mistrzostwo Serbii: 2011/12, 2012/13, 2014/15